# Mbanié
Mbañé ou île de Mbanié est une petite île de la Guinée équatoriale de 20 hectares située dans les eaux gabonaises à une dizaine de kilomètres de la côte de la province de l'Estuaire. L'île est sans population à l'exception du détachement de gendarmes gabonais qui y est installé en permanence depuis 1972. La souveraineté équato-guinéenne a été contestée par l'état voisin du Gabon, comme pour l'île voisine de Cocotiers et l'îlot Conga. 
Île sablonneuse de la baie de Corisco (Golfe de Guinée), elle est revendiquée une première fois par la Guinée équatoriale en 1972. À la suite de la signature d'un traité en 1974, cette revendication semble cesser jusqu'au début des années 1990 lorsque la Guinée équatoriale relance le différend. Selon une opinion courante, les eaux de ces îles abriteraient d'importants gisements de pétrole. En réalité, l'intérêt de la Guinée équatoriale pour Mbanié tiendrait au contrôle de zones maritimes situées entre les côtes du Gabon et l'île de São Tomé pour lesquelles le Gabon et la Guinée ont attribué des permis pétroliers sur les mêmes espaces. 
Une médiation de l'ONU engagée en 2003 n'a pas abouti, et les deux parties ont soumit le différend à une instance juridictionnelle internationale. En avril 2021, un communiqué du ministère des Affaires étrangères gabonais confirme que la Cour internationale de justice (CIJ) de La Haye a entamé une procédure. 
Le conflit territorial en procédure à la Haye à partir de mars 2021. Le 19 mai 2025, la cour de la CIJ a déclaré, que le titre légal sur les îles était détenu par l’Espagne suite au traité de Paris de 1900, qui l’a ensuite transmis à la Guinée équatoriale lorsque celle-ci est devenue indépendante en 1968.